# Orthogonis andamanensis
Orthogonis andamanensis är en tvåvingeart som beskrevs av Joseph och Parui 1981. Orthogonis andamanensis ingår i släktet Orthogonis, och familjen rovflugor. Inga underarter finns listade i Catalogue of Life.